# Crossroads (serie televisiva 1955)
Crossroads è una serie televisiva statunitense in 78 episodi trasmessi per la prima volta nel corso di 2 stagioni dal 1955 al 1957.
È una serie di tipo antologico ad ispirazione religiosa in cui ogni episodio rappresenta una storia a sé. Gli episodi sono storie di genere drammatico e sono basati sulla vita dei membri del clero (pastori, preti, rabbini) di varie confessioni religiose. La serie fu prodotta con l'apporto di Maurice M. Witherspoon, ministro presbiteriano, Padre George B. Ford, della chiesa cattolica di New York, e William F. Rosenblum, rabbino di New York.

## Interpreti

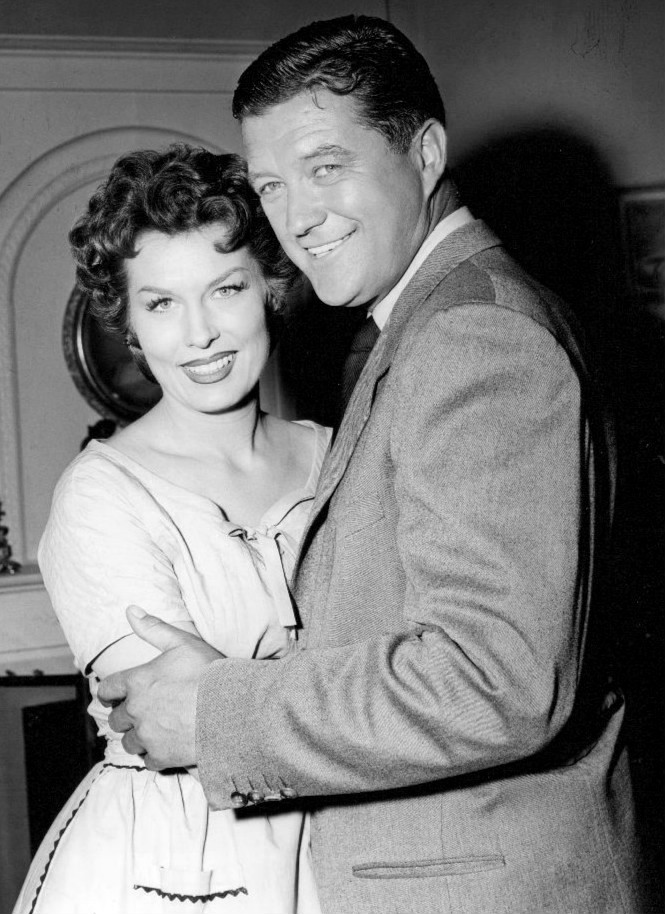
Jean Willis e Dennis Morgan (nei ruoli del reverendo Runyon e di sua moglie).

La serie vede la partecipazione di numerosi attori cinematografici e televisivi del periodo, molti dei quali interpretarono diversi ruoli in più di un episodio.
- Jeff Morrow (6 episodi, 1956-1957)
- Douglass Dumbrille (6 episodi, 1956-1957)
- Robert Carson (5 episodi, 1955-1957)
- Frank J. Scannell (5 episodi, 1955-1957)
- Robert Paquin (4 episodi, 1955-1956)
- Pat O'Brien (4 episodi, 1956-1957)
- Dorothy Green (4 episodi, 1956-1957)
- Donald Woods (4 episodi, 1956-1957)
- Philip Ahn (3 episodi, 1955-1956)
- Jonathan Hale (3 episodi, 1955-1956)
- Brian Donlevy (3 episodi, 1955-1957)
- Richard Denning (3 episodi, 1955-1956)
- Vincent Price (3 episodi, 1955-1956)
- Dick Foran (3 episodi, 1956-1957)
- Russell Johnson (3 episodi, 1955-1956)
- Adam Kennedy (3 episodi, 1956-1957)
- Robert Armstrong (3 episodi, 1955-1957)
- Denver Pyle (3 episodi, 1955-1956)
- Ray Teal (3 episodi, 1956)
- Barbara Woodell (3 episodi, 1956-1957)
- Reed Howes (3 episodi, 1956-1957)
- Arthur Franz (3 episodi, 1956-1957)
- Stephen McNally (3 episodi, 1956-1957)
- Lloyd Corrigan (3 episodi, 1955-1957)
- Michael Landon (3 episodi, 1956-1957)
- Lester Matthews (3 episodi, 1956-1957)
- Barry Kelley (3 episodi, 1955-1956)
- Roy Roberts (3 episodi, 1956-1957)
- G. Pat Collins (3 episodi, 1955-1956)
- Joseph V. Perry (3 episodi, 1955-1956)
- John Alderson (3 episodi, 1956-1957)
- Raymond Greenleaf (3 episodi, 1955-1956)
- Russell Hicks (3 episodi, 1955-1957)
- Lawrence Dobkin (3 episodi, 1955-1956)
- Hugh Gallagher (3 episodi, 1957)
- Harry Antrim (3 episodi, 1956-1957)
- Ruth Lee (3 episodi, 1956)
- Carl Benton Reid (3 episodi, 1955-1957)
- Richard Arlen (3 episodi, 1956-1957)
- David Brian (3 episodi, 1956-1957)
- Charles Cane (3 episodi, 1956-1957)

## Produzione
La serie fu prodotta da Federal Telefilms e Sterling Films

### Registi
Tra i registi sono accreditati:
- Ralph Murphy in 20 episodi (1955-1957)
- Paul Landres in 6 episodi (1955-1957)
- Nathan Juran in 5 episodi (1956)
- Jus Addiss in 4 episodi (1955-1957)
- Erle C. Kenton in 3 episodi (1957)

### Sceneggiatori
Tra gli sceneggiatori sono accreditati:
- Herbert Purdom in 7 episodi (1956-1957)
- Tom Reed in 6 episodi (1955-1957)
- George Bruce in 6 episodi (1955-1956)
- Ralph Murphy in 5 episodi (1955-1957)
- Donn Mullally in 4 episodi (1957)
- Allan Sloane in 2 episodi (1955)

## Distribuzione
La serie fu trasmessa negli Stati Uniti dal 7 ottobre 1955 al 28 giugno 1957 sulla rete televisiva ABC.

## Episodi
| Stagione         | Episodi | Prima TV USA |
| ---------------- | ------- | ------------ |
| Prima stagione   | 39      | 1955-1956    |
| Seconda stagione | 39      | 1956-1957    |